# Annandalea robinsoni
Annandalea robinsoni är en insektsart som beskrevs av Bolívar, I. 1905. Annandalea robinsoni ingår i släktet Annandalea och familjen Pyrgomorphidae. Inga underarter finns listade i Catalogue of Life.